# Patge de copa
El patge de copa (Enallagma cyathigerum) és una espècie d'odonat zigòpter de la família Coenagrionidae. L'espècie pot assolir una longitud de 32 a 35 mm. És comú en tot Europa (excepte Islàndia), incloent-hi Catalunya.

## Identificació
El patge de copa pot ser fàcilment confós amb el donzell de la ferradura (Coenagrion puella), però el patge de copa té el dors i el tòrax més blau que negre; i en canvi en el donzell de la ferradura és al revés. El segon segment del tòrax té un punt distintiu amb una línia per sota de la connexió amb el tercer segment.
Una altra diferència pot ser observada al costat del tòrax. El patge de copa té només un ratlla negra petita, mentre que tots els altres zigòpters blaus en tenen dues. El mascle és blau i la femella és marró.
Durant l'aparellament, el mascle abraça a la femella pel coll mentre ella inclina el seu cos al voltant dels seus òrgans reproductius; és l'anomenada roda d'aparellament. La parella vola junta sobre l'aigua i els ous són posats dins de les plantes adequades, just sota la superfície.
Els ous es desclouen i les larves, anomenades nimfes, viuen a l'aigua i s'alimenten de petits animals aquàtics. Les nimfes surten de l'aigua i pugen per una tija herbàcia on emergiran de l'exúvia i esdevindran adults.

## Comportament
Aquest petit zigòpter, de colors brillants és probablement el més comú en gran part de la Gran Bretanya. El trobem en una àmplia gamma d'hàbitats, des de petits estanys als rius. És especialment comú en llacs i embassaments. En general, volen baix a través de la vegetació i també volen bé sobre l'aigua.

## Galeria

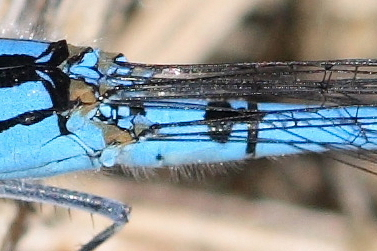
Mascle Distintiu a la base de l'abdomen
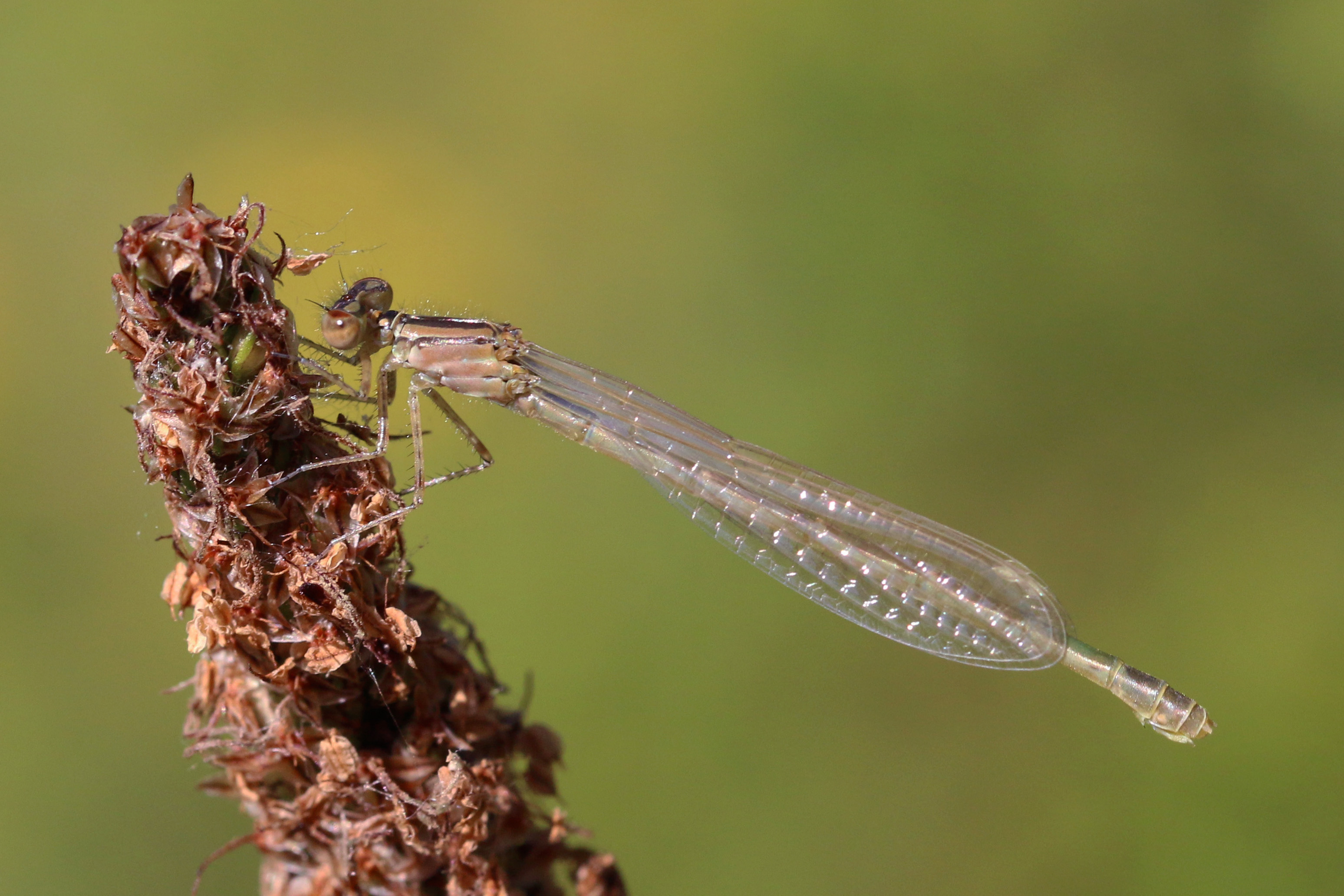
Acabat d'emergir
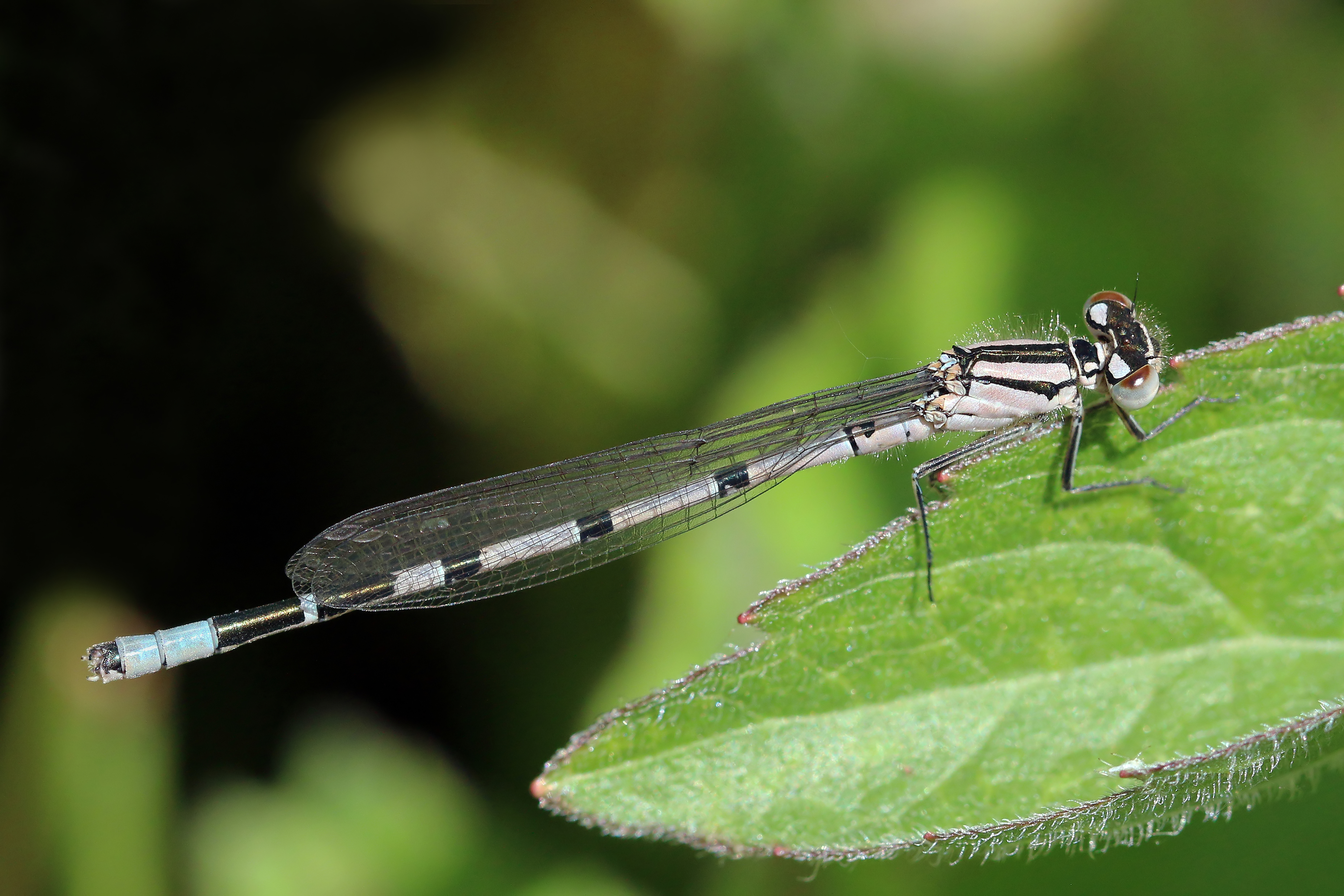
Mascle immadur
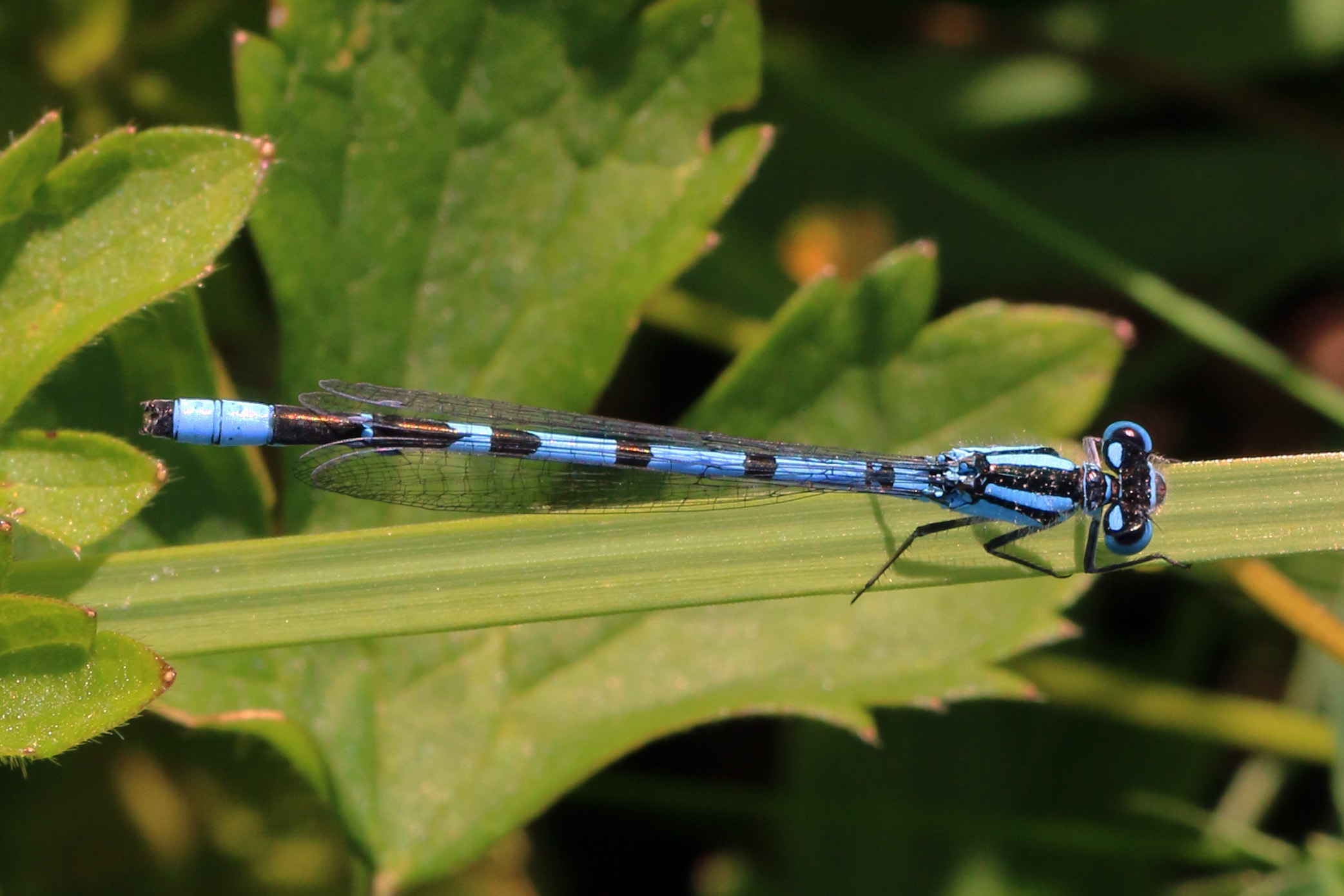
Mascle adult
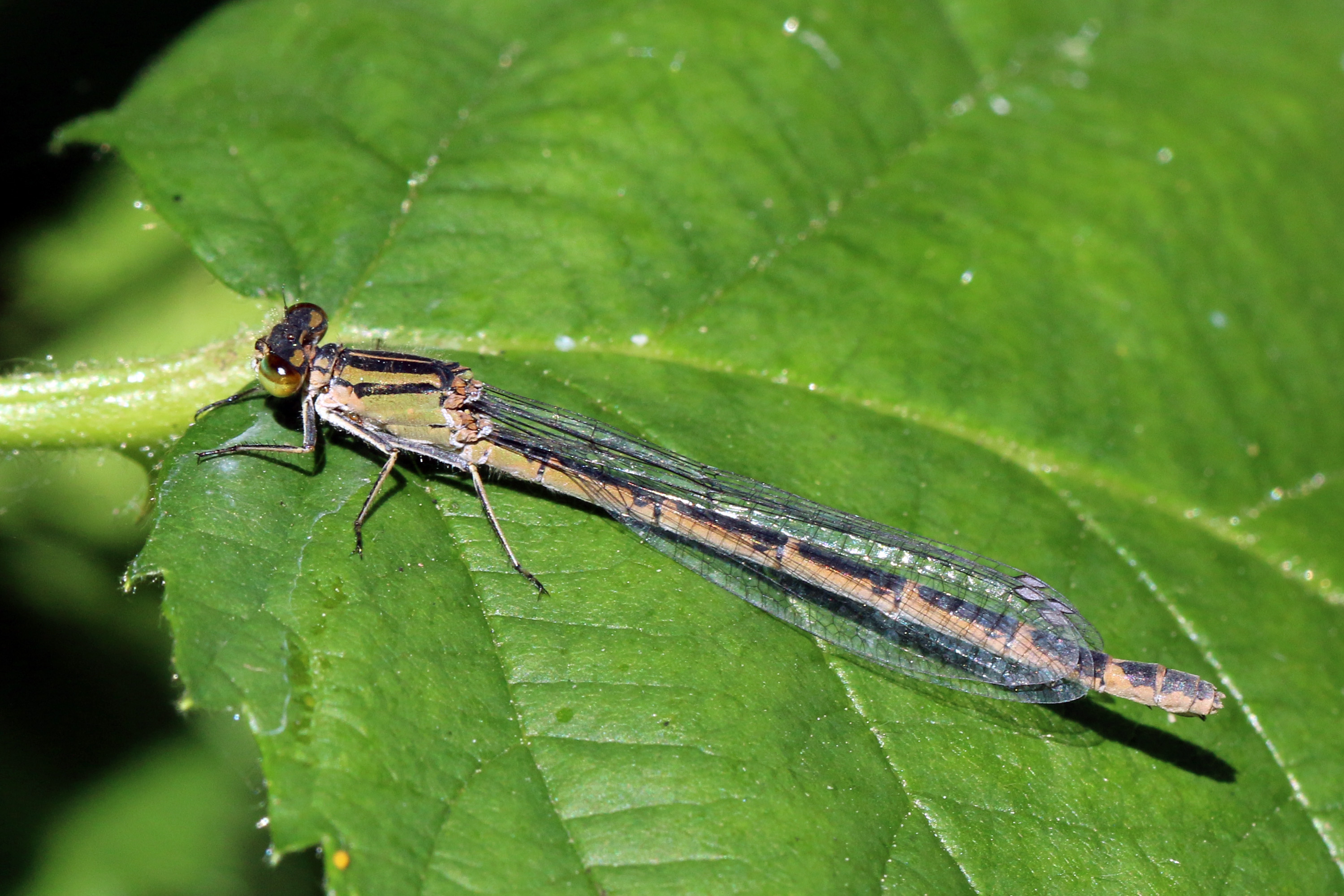
Femella (varietat verda)
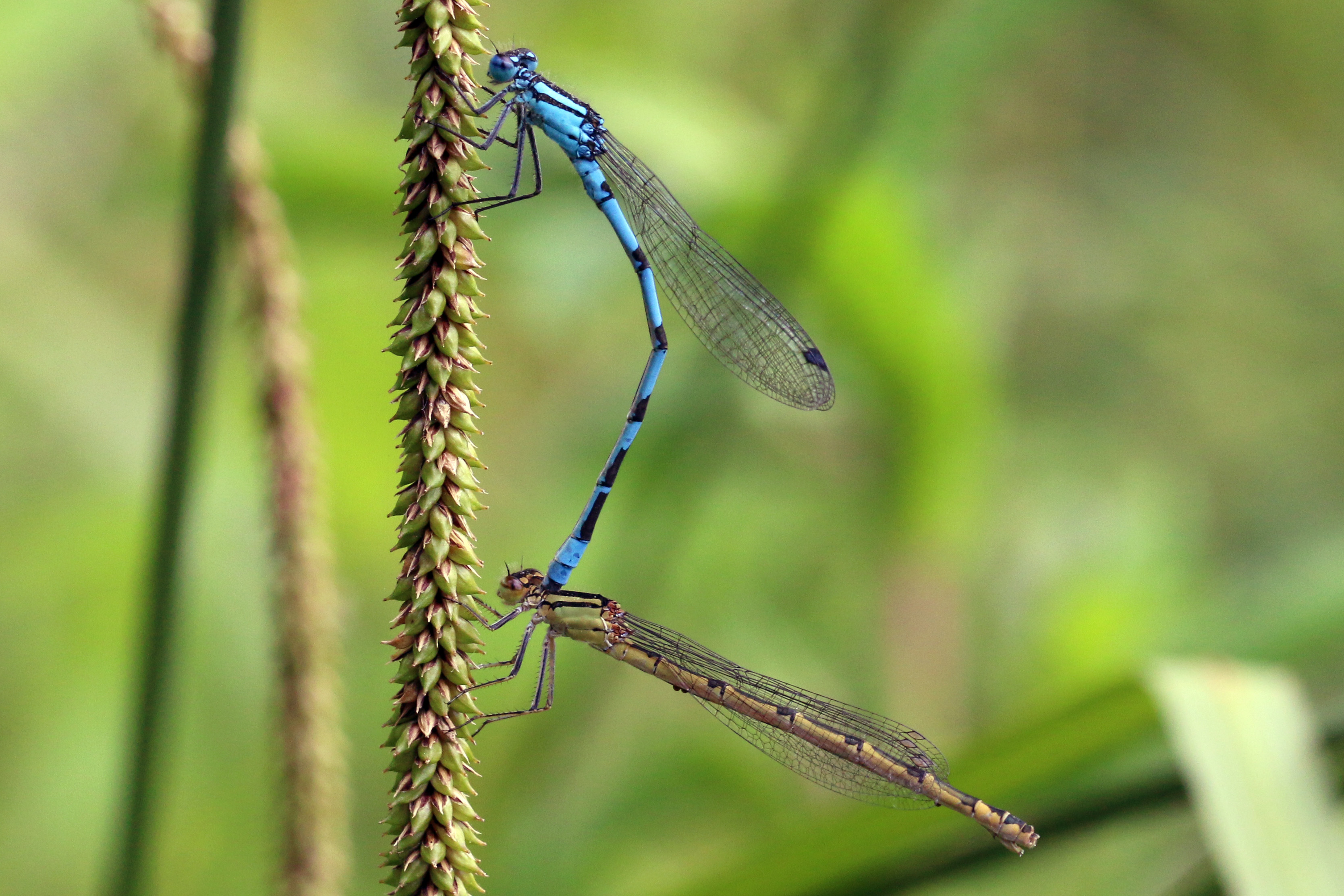
Tàndem
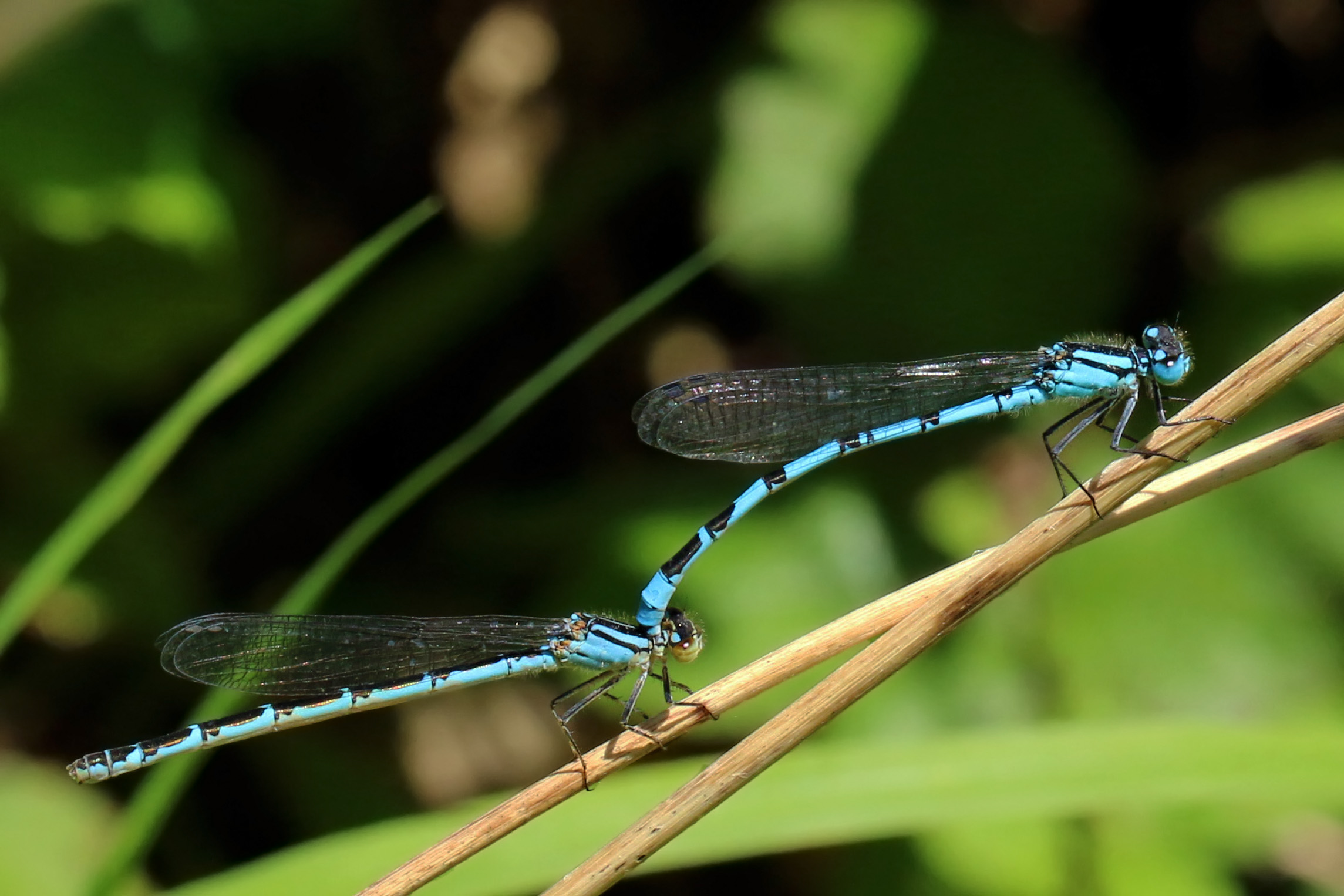
Tàndem
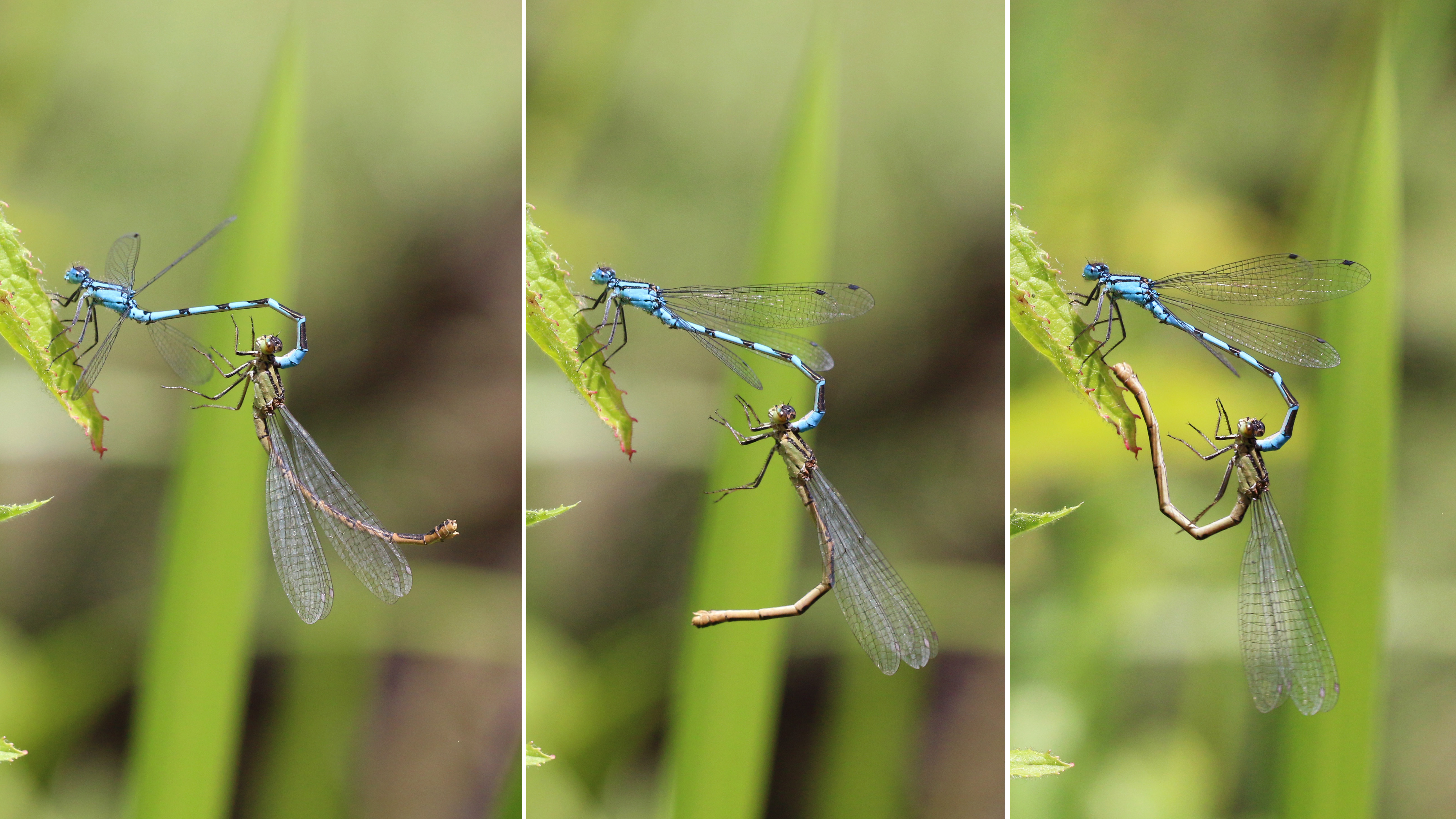
Femella iniciant l'aparellament
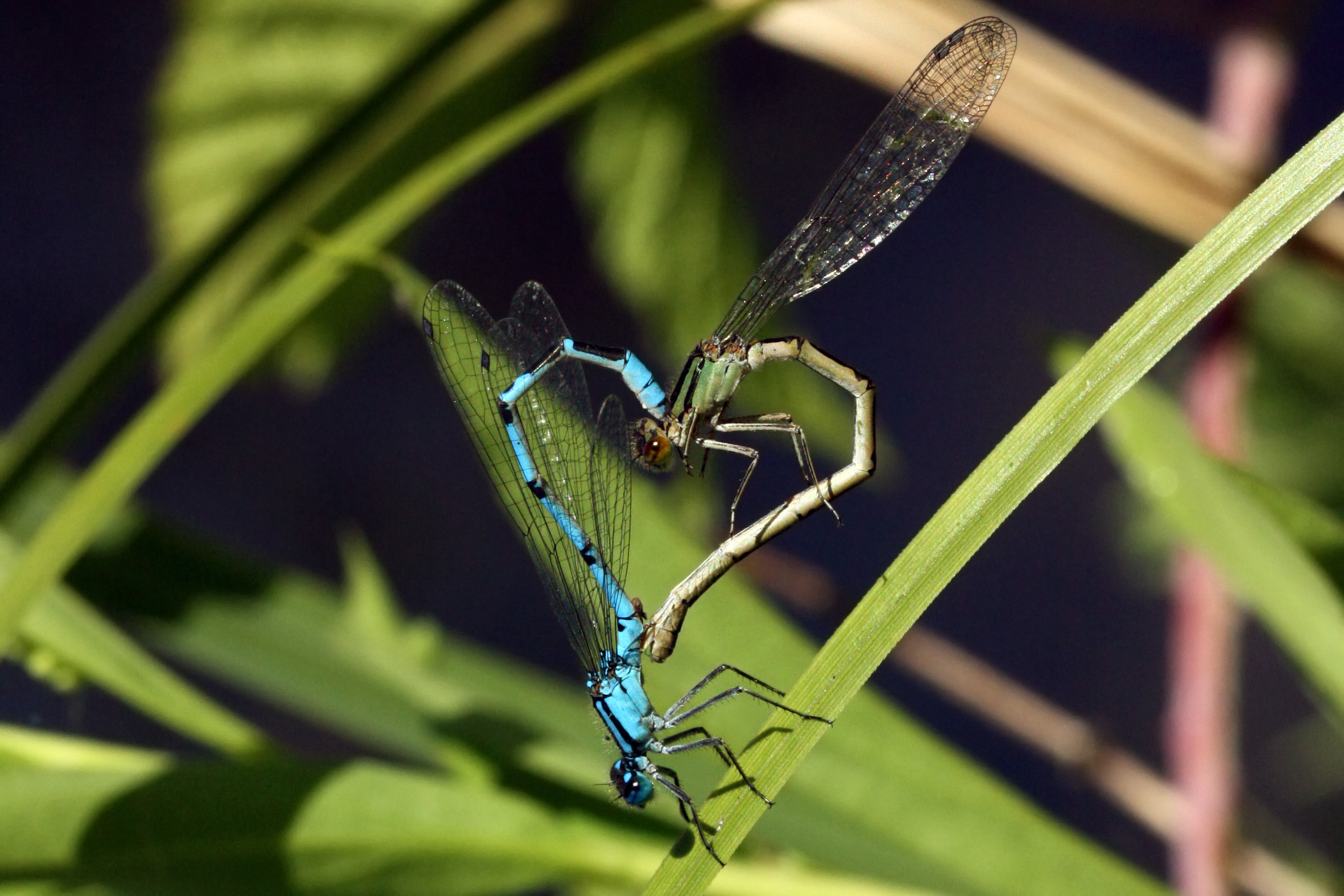
Roda d'aparellament
- Posta sobre Marsilea quadrifolia